# Omloop Het Volk 1962
L'Omloop Het Volk 1962, diciassettesima edizione della corsa, si svolse il 10 marzo per un percorso di 218 km, con partenza ed arrivo a Gent. Fu vinto dal belga Robert De Middeleir della squadra Wiel's-Groene Leeuw davanti ai connazionali Jean-Baptiste Claes e Roger De Coninck.

## Ordine d'arrivo (Top 10)
| Pos. | Corridore           | Squadra               | Tempo    |
| ---- | ------------------- | --------------------- | -------- |
| 1    | Robert De Middeleir | Wiel's-Groene Leeuw   | 5h37'00" |
| 2    | Jean-Baptiste Claes | Wiel's-Groene Leeuw   | a 1'45"  |
| 3    | Roger De Coninck    | Dr. Mann-Labo         | a 2'10"  |
| 4    | Robert Vandecaveye  | Flandria-Faema        | a 2'48"  |
| 5    | Frans De Mulder     | Wiel's-Groene Leeuw   | s.t.     |
| 6    | Norbert Kerckhove   | Dr. Mann-Labo         | s.t.     |
| 7    | Robert Lelangue     | Solo-Van Steenbergen  | s.t.     |
| 8    | Dieter Puschel      | Wiel's-Groene Leeuw   | s.t.     |
| 9    | Jan Zagers          | Libertas              | s.t.     |
| 10   | Victor Van Schil    | Mercier-BP-Hutchinson | s.t.     |